# Rombaksbaai

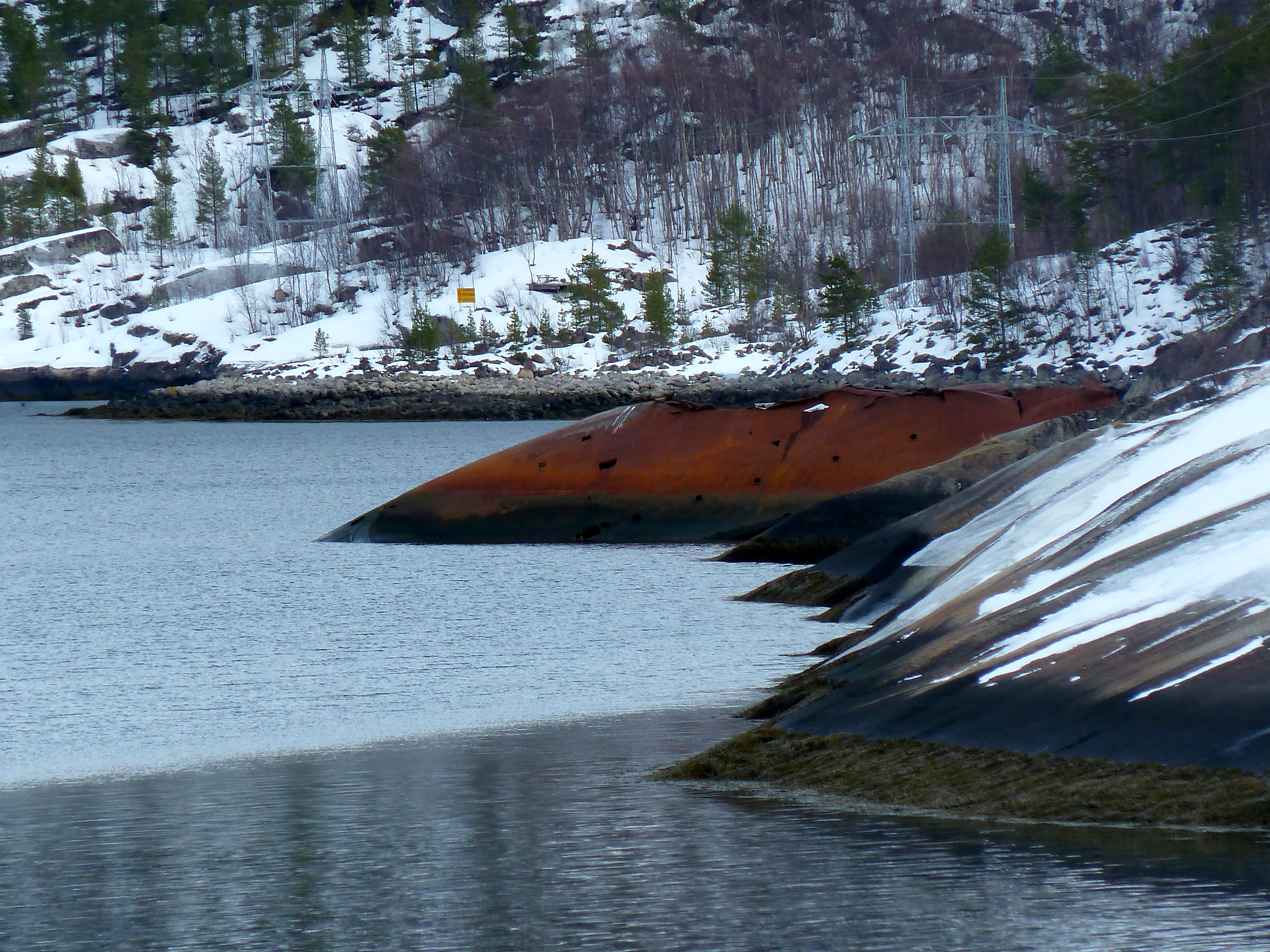
Rombaksbaai

De Rombaksbaai is een baai annex fjord binnen de Noorse gemeente Narvik in de provincie Nordland. Het is een verlengde van Rombaken een baai/fjord, die een voortzetting landinwaarts is van de grote fjord Ofotfjord.
Op de scheidslijn tussen de Rombaksbaai en Rombaken ligt de Rombaksbrug.